# Carinski grad
Cestninski grad (nemško Zollburg) je grad, ki je v srednjem veku in zgodnjem novem veku varoval carinarnico in je bil namenjen njenemu nadzoru. Običajno bi jih našli po Svetem rimskem cesarstvu. Cestninski gradovi so vedno stali v bližini pomembne trgovske poti na dolge razdalje, na primer čez alpske prelaze ali ob Renu. Taki gradovi so imeli vedno strateški položaj, kot je mejni prehod, prehod reke ali gorski prelaz, v njem je bila prisotna oborožena straža. Cestninsko mesto je bilo pogosto povezano z obzidjem samega gradu.
Cestninski gradovi so pripadali pristojnim teritorialnim gospodom  ali vazalom, ki so imeli dolžnost in pravico pobiranja cestnine s pooblastilom teh gospodov. Večina cestninskih gradov je imela tudi dodatne upravne in druge naloge, kot nadzor mejnih prehodov oziroma bivališče. Tak primer je grad Stahleck nad Bacharachom na Renu. Nekateri, kot je grad Pfalzgrafenstein sredi Rena blizu Kauba, pa so bili samo carinska točka in so le zbirali cestnino.

## Primeri

### Avstrija
Grad Aggstein, Aschach an der Donau, Grad Hohenwerfen

### Francija
Château d'Annecy, Châteauneuf-du-Pape

### Nemčija
Grad Katz, Grad Maus, Grad Pfalzgrafenstein, Rüdesheim ob Renu, Grad Scherenburg, 
Grad Stahleck

### Italija
Pont-Saint-Martin, dolina Aosta, Grad Reifenstein, Sarriod de la Tour, Valeggio_sul_Mincio

### Slovaška
Grad Strečno

### Švica
Château de Chillon